# Јасон и аргонаути (филм)
Јасон и аргонаути (енгл. Jason and the Argonauts) је епски фантастично-авантуристички филм из 1963. године, режисера Дона Чефија и продуцента Чарлса Х. Шнира, заснован на старогрчком спеву Аргонаутика Аполонија са Родоса. Главне улоге у филму тумаче Тод Армстронг, Ненси Ковак, Онор Блекман и Гари Рејмонд, а радња прати легендарне јунаке Јасона и аргонауте који крећу у потрагу за златним руном.
Снимљен у боји, филм је направљен у сарадњи са стоп-моушон визуелним уметником Рејем Харихаузеном и познат је по својим разним легендарним створењима, нарочито по култној сцени борбе са седам ратника-скелета. Иако је доживео неуспех на биоскопским благајнама приликом првог издања, филм је добио признање критичара и данас се сматра класиком.

## Радња
Пелије преотима престо Тесалије, убивши краља Ариста. Пророчанство наговештава да ће једно од Аристове деце осветити оца. Аристовог сина Јасона, још као бебу, спасава један од краљевих војника. Пелије убија једну од Аристових ћерки након што је затражила уточиште у храму богиње Хере. Пошто је ово убиство оскрнавило њен храм, Хера постаје Јасонова заштитница. Она упозорава Пелија да се чува „човека са једном сандалом”.
Двадесет година касније, Јасон спасава Пелија од дављења у реци, што је био „случајан” догађај који је оркестрирала Хера, али при том губи једну сандалу. Пелије препознаје свог непријатеља, али не и овај њега. Јасон намерава да пронађе легендарно златно руно како би придобио подршку против Пелија. Краљ, надајући се да ће Јасон погинути у тој потрази, охрабрује га да крене.
Хермес одводи Јасона на Олимп како би разговарао са Зевсом и Хером. Зевс одлучује да Хера може помоћи Јасону само пет пута, исто онолико пута колико је његова убијена сестра призвала њену помоћ. Хера га упућује да потражи руно у земљи Колхиди. Зевс му нуди помоћ, али Јасон одбија. Он креће да изгради брод и окупи посаду. Људи из целе Грчке такмиче се за част да се придруже његовој потрази. Како се брод зове Арго, по свом градитељу, посада добија назив аргонаути. Међу њима су Херакле, Хила и Акаст, ког је његов отац Пелије тајно послао да саботира путовање.
Када Јасону понестане залиха, Хера га води до Острва бронзе, упозоравајући га да узму само оно што им је потребно. Међутим, Херакле краде брош иглу, велику као копље, из трезора пуног блага коју чува огромна бронзана статуа Тала. Статуа оживљава и напада аргонауте. Јасон се поново обраћа Хери, која му каже да отвори велики чеп на Талосовој пети како би испустио његову крв – ихор. Тал пада на земљу, згромивши Хилу и сакривши његово тело. Херакле одбија да оде док не утврди судбину свог пријатеља. Остали аргонаути нису вољни да напусте Херакла, па се Јасон поново обраћа Хери. Она их обавештава да је Хила мртав и да Зевс има друге планове за Херакла.
Богиња упућује Јасона да потражи Финеја, који је ослепљен и кога прогоне харпије због злоупотребе Зевсовог дара прорицања. Након што аргонаути заробе и затворе харпије, Финеј им открива како да стигну до Колхиде, пловећи између Разбијајућих стена. Такође даје Јасону амајлију бога мора Тритона. Аргонаути виде други брод који покушава да прође у супротном смеру, али га Разбијајуће стене смрскају и потопе. Када Арго покуша да прође, чини се да је и он осуђен на пропаст. У очају, Јасон баца Финејеву амајлију у воду, након чега се Тритон појављује и држи стене раздвојене довољно дуго да Арго прође. Након што прођу између стена, аргонаути спасавају неколико преживелих са другог брода, укључујући Медеју, високу свештеницу Колхиде.
Коначно се приближавајући Колхиди, Акаст доводи у питање Јасонов ауторитет и изазива га на борбу. Разоружан, Акаст скаче у море и нестаје. Јасон и његови људи пристају на обалу и прихватају позив краља Ејета за гозбу. Иако они то не знају, Акаст је упозорио Ејета на Јасонову потрагу за златним руном. Ејет заробљава несмотрене аргонауте, али Медеја, која се заљубила у Јасона, помаже њему и његовим људима да побегну.
Акаст покушава први да украде руно, али га убија његов чувар, Хидра. Јасон успева да убије чудовиште и узима руно. Медеја бива смртно рањена стрелом, али је Јасон лечи руном. Ејет затим сади зубе Хидре и моли се богињи Хекати. Из земље израњају седам наоружаних скелета, „деца Хидриних зуба”. Јасон, Фалер и Кастор их задржавају, док се Медеја и Арго враћају на брод са руном. Након дуге борбе, у којој његови пратиоци гину, Јасон бежи скочивши у море.
Јасон, Медеја и преостали аргонаути започињу путовање кући у Тесалију. На Олимпу, Зевс каже Хери да је импресиониран, али да није завршио са Јасоном, док га Хера радосно посматра.

## Улоге
| Глумац          | Улога              |
| --------------- | ------------------ |
| Тод Армстронг   | Јасон              |
| Ненси Ковак     | Медеја             |
| Гари Рејмонд    | Акаст              |
| Лоренс Нејсмит  | Арго               |
| Ниал Макгинис   | Зевс               |
| Мајкл Гвин      | свештеник / Хермес |
| Даглас Вилмер   | Пелије             |
| Џек Гвилим      | Ејет               |
| Онор Блекман    | Хера               |
| Џон Керни       | Хила               |
| Патрик Траутон  | Финеј              |
| Ендру Фолдс     | Фалер              |
| Најџел Грин     | Херакле            |
| Џон Крофорд     | Полидеук           |
| Фердинандо Поги | Кастор             |
| Бил Гаџон       | Тритон             |
| Даг Робинсон    | Еуфем              |
| Давина Тејлор   | Брисеида           |
| Алдо Кристијани | Линкеј             |